# Stegana maichouensis
Stegana maichouensis är en tvåvingeart som beskrevs av Vasily S. Sidorenko 1998. Stegana maichouensis ingår i släktet Stegana och familjen daggflugor.
Artens utbredningsområde är Vietnam. Inga underarter finns listade i Catalogue of Life.